# Trélans
Trélans is een gemeente in het Franse departement Lozère (regio Occitanie) en telt 103 inwoners (2009). De plaats ligt op het plateau van de Aubrac en maakt deel uit van het arrondissement Mende.

## Geografie
De oppervlakte van Trélans bedraagt 25,4 km², de bevolkingsdichtheid is dus 4,1 inwoners per km².
De onderstaande kaart toont de ligging van Trélans met de belangrijkste infrastructuur en aangrenzende gemeenten.

## Demografie
Onderstaande figuur toont het verloop van het inwonertal (bron: INSEE-tellingen).